# Neptis ancus
Neptis ancus är en fjärilsart som beskrevs av Swinhoe 1917. Neptis ancus ingår i släktet Neptis och familjen praktfjärilar. Inga underarter finns listade i Catalogue of Life.